# 티리안 2000
티리안 2000(영어: Tyrian 2000)은 1995년에 발매된 영국의 슈팅 게임이다. 흔히 타이리안 혹은 타이런으로 널리 알려져 있으나 이는 잘못된 표현으로 티리안이 옳다. 1995년 당시 쌍용을 통해 1.1 버전이 정식 출시되었을 때도 티리안이라는 이름으로 출시되었으며, 영어사전 상의 발음기호 역시 [tíriən]이다.
데모버전이 배포되면서 정식버전은 온라인을 통해 구매할 수 있게끔 게임 프로그램 내에 광고랑 판매정보가 나타난다.

## 게임모드

### 풀 스토리 모드
티리안 2000 스토리를 전부 즐길 수 있으며 5개의 에피소드 안에 여러 스테이지가 많다.
- 장점 : 무기와 비행기.보조무기.엔진을 구입할 수 있다.저장이 가능하다.목숨에 제한이 없다
- 단점 : 데이터박스를 안먹을경우에는 새 아이템이 안떠 스테이지에 영향을 준다. 돈을 많이 획득하지 않으면 무기 업그레이드에 차질이 생긴다. 목숨이 1몫이므로 그 스테이지를 클리어 할 때까지 죽으면 안 된다. 무기 선택을 하면 그 무기로만 해당 스테이지를 클리어 해야된다.

### 아케이드 모드
오락실에서 하던 1945와 비슷하게 되며 적들을 죽이면 무기아이템이나 보라색의 구슬[무기 업그레이드, 생명 증가]이 나오기도 하고 돈이 나오기도 한다. 2인용 플레이도 할 수 있다. 1인용은 주로 일반무기를 사용할 수 있으며, 2인용은 보조무기와 특수무기를 쓸 수 있다.
- 장점 : 목숨이 많다.(보라색 구슬을 먹으면 늘어난다.), 무기 아이템이 나오므로 무기를 마음대로 바꿀수 있다.
- 단점 : 다른 스테이지를 맘대로 갈 수 없다. 풀 스토리모드와 틀리게 만약 레이저를 먹었다면 계속 그 무기를 지속적으로 먹어야 한다.

## 게임특징
- 스테이지 적들이나 특정한 건물을 없애면 데이터 박스가 나오는데 데이터 박스를 먹으면 다음 스테이지에서 무기.엔진.보조무기가 더 추가되어 나와서 살 수 있다.
- 비밀스테이지로 가기 위해서는 스테이지에서 시간내로 보스를 죽이거나 클리어를 해야 한다. 또는 특정 조건을 만족 했을 때 나오는 빛나는 파란 또는 붉은 구슬을 획득하면 "SECRET" 와 같은 메시지와 함께 다음 스테이지는 비밀 스테이지로 이동할 수 있다.
- 비밀무기를 얻기 위해서는 스테이지에서 시간내로 보스를 죽이거나 클리어를 해야 한다.
- 쉴드와 체력이 있어 기존 슈팅게임에서 한 단계 업그레이드 됐다

### 데이터박스
데이터 박스는 스테이지마다 5개가 나오는데 적을 죽이거나 건물을 없애면 나온다.
이 데이터박스 안에는 사건.역사가 기록되어 있어 신 무기와 함께 지급된다.

## 티리안 비디오게임 사운드트랙
타이리안 2000에서 나오던 배경음악 목록이다
1. I Cosmo GIRL Music Box Prelude
2. I Speak Gygese
3. One Mustn "t Fall
4. Asteroid Dance Part 1
5. Camanis
6. Torm, The Gathering
7. Gyges, Will You Please Help Me
8. Space Journey
9. Start
10. Tunneling Trolls
11. Composition in Q
12. Sarahs Song
13. Halloween Ramble
14. The Navigator
15. Tyrian , The Level

CD2
1. Parlance
2. A Field for Mag
3. Asteroid Dance Part 2
4. Deli Shop Quartet
5. Buy-Sell Music
6. Quest for Peace
7. Come Back to Me, Savara
8. Gryphons of the West
9. Return me to Savara
10. Transon
11. Space Journey 2
12. Somebody Pick up the Gryphone
13. Tyrian, The Song
14. Ending
15. The Final Edge